# Michael Anthony (boxe anglaise)
Michael Anthony est un boxeur guyanien né le 4 octobre 1957 à Georgetown.

## Carrière
Sa  carrière amateur est principalement marquée par une médaille de bronze remportée aux Jeux olympiques d'été de 1980 à Moscou dans la catégorie des poids coqs.

### Jeux olympiques
Médaille de bronze en -54 kg aux Jeux de 1980 à Moscou